# جيمس أكين
جيمس أكين (بالإنجليزية: James Akin)‏ هو صحفي أمريكي، ولد في 1773 في كارولاينا الجنوبية في الولايات المتحدة، وتوفي في 1846.

## معرض صور

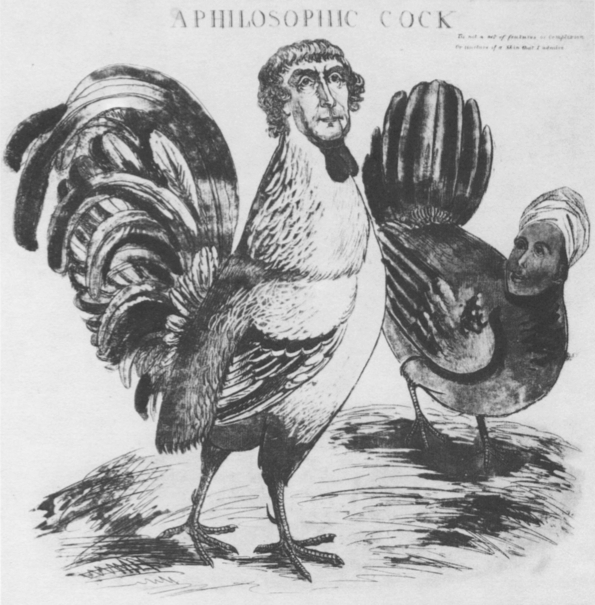
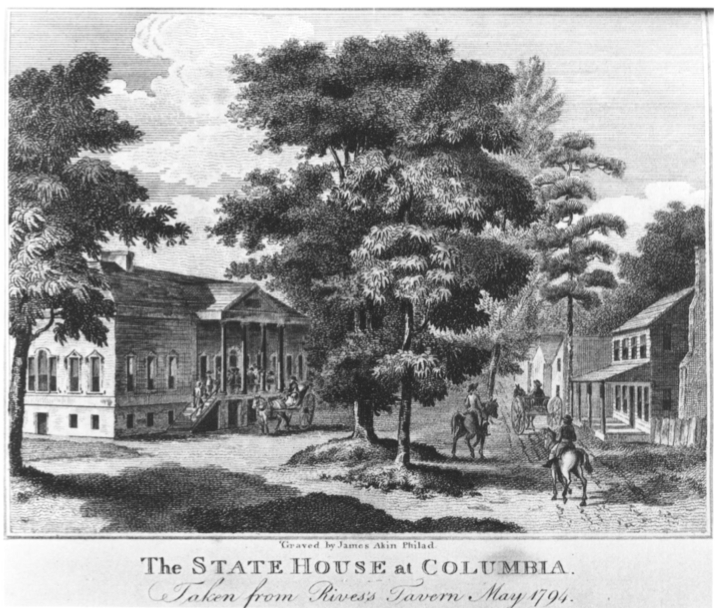
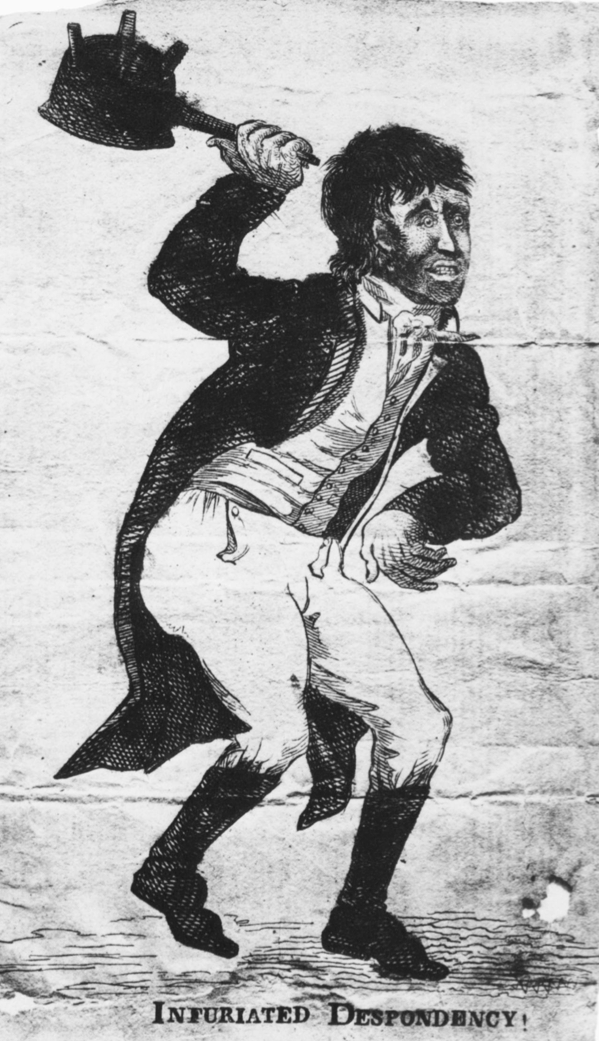
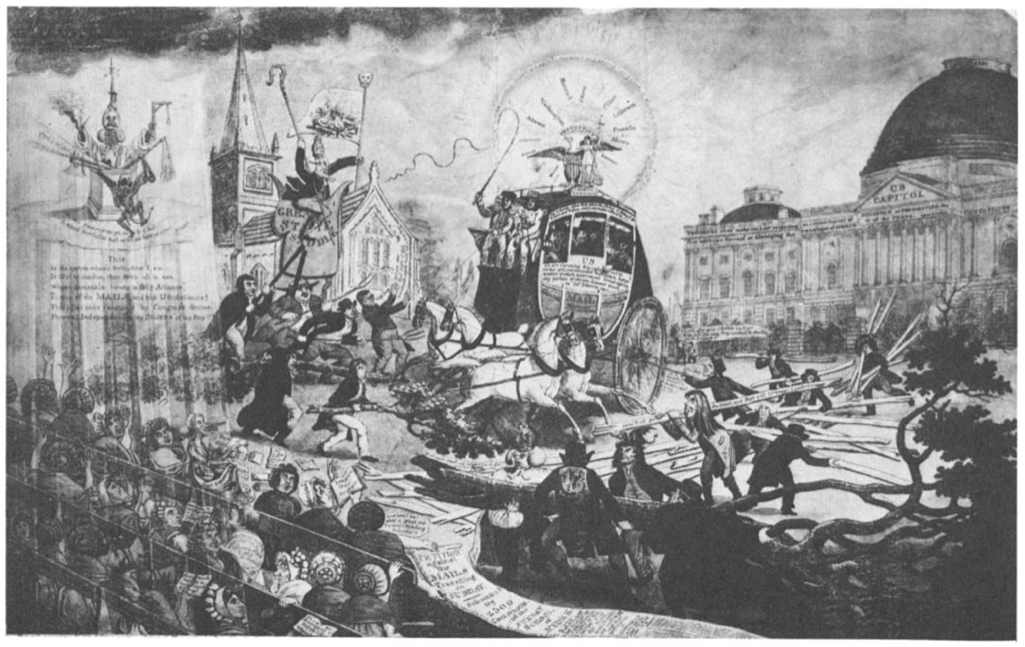
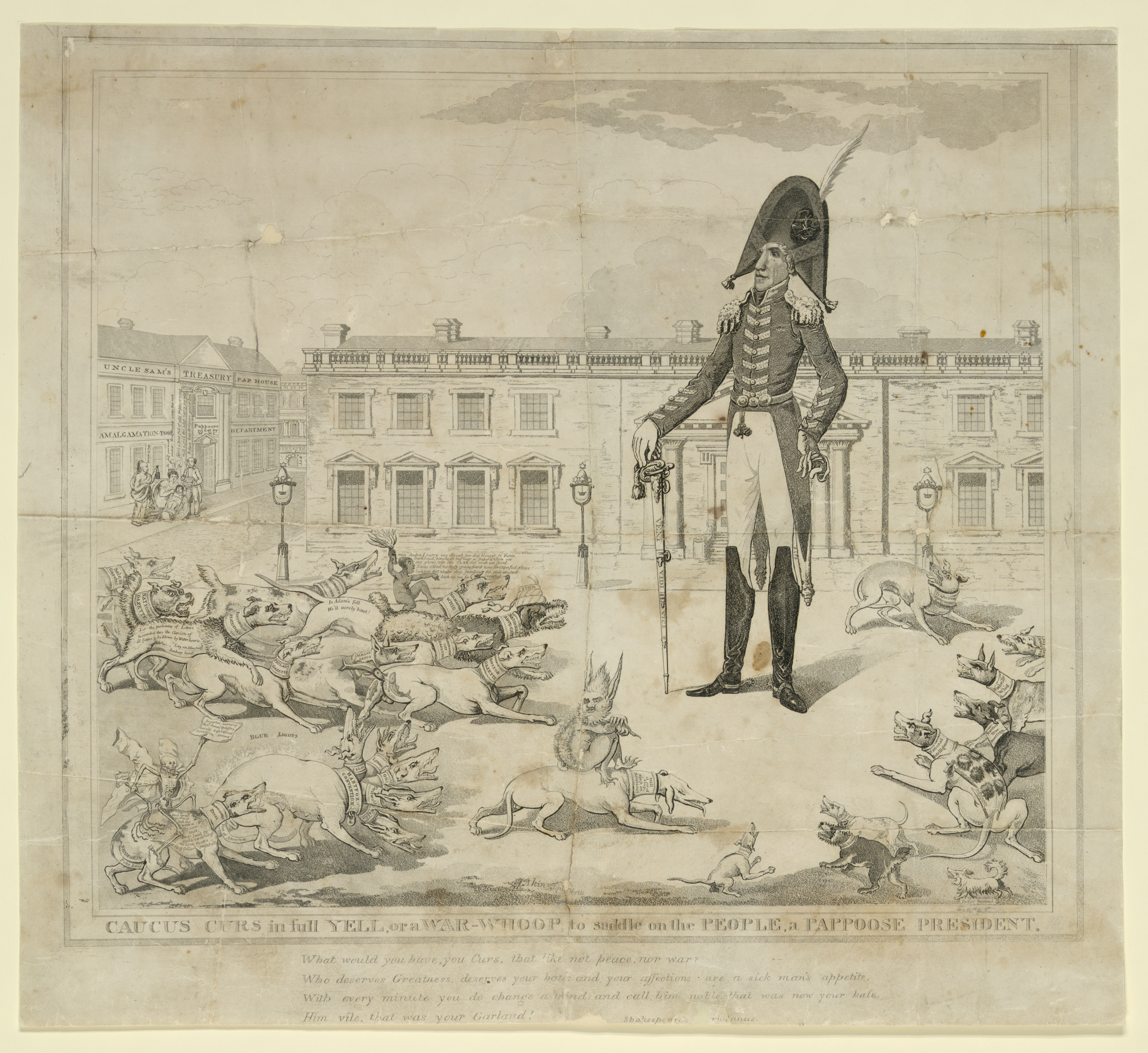